# Bundeswehrzentralkrankenhaus Koblenz
Das Bundeswehrzentralkrankenhaus Koblenz (BwZKrhs) in Koblenz ist das größte spezialisierte Krankenhaus der Bundeswehr. Aufgabe der 1957 gegründeten Einrichtung ist die medizinische Versorgung von verletzten oder bei Auslandseinsätzen verwundeten Soldaten der deutschen Streitkräfte, sowohl ambulant als auch stationär.
Mit der Öffnung für Zivilpatienten erfolgte 1970 die Umbenennung von Zentrallazarett Koblenz (ZLaz Koblenz) in „Bundeswehrzentralkrankenhaus Koblenz“. Seit 1987 ist es akademisches Lehrkrankenhaus der Johannes Gutenberg-Universität Mainz und der Universität Bonn. Das Krankenhaus der Schwerpunktversorgung verfügt über 19 verschiedene Fachabteilungen und 13 angegliederte Ambulanzen und kooperiert mit dem Land Rheinland-Pfalz auf dem Gebiet der Herz- und Gefäßchirurgie, der Zulassung für BG-Verfahren und andere Spezialisierungen. Es verfügt über 506 Betten, davon sind 125 für zivile Patienten reserviert und beschäftigt 1450 Mitarbeiter, 260 Ärzte und Apotheker. Im Jahr werden rund 20.000 stationäre Patienten betreut und 220.000 ambulante Behandlungen durchgeführt, davon sind rund 65 Prozent zivile Patienten.
Ein besonderer Schwerpunkt liegt in der Akutversorgung von Notfallpatienten durch das Rettungszentrum in Verbindung mit der zentralen Notaufnahme. Das Rettungszentrum leistet einen Beitrag zur notärztlichen Versorgung im Großraum Koblenz durch den Betrieb des Rettungshubschraubers Christoph 23, eines eigenen Notarzteinsatzfahrzeugs, eines Intensivtransportwagens sowie eines Rettungswagens.

## Geschichte

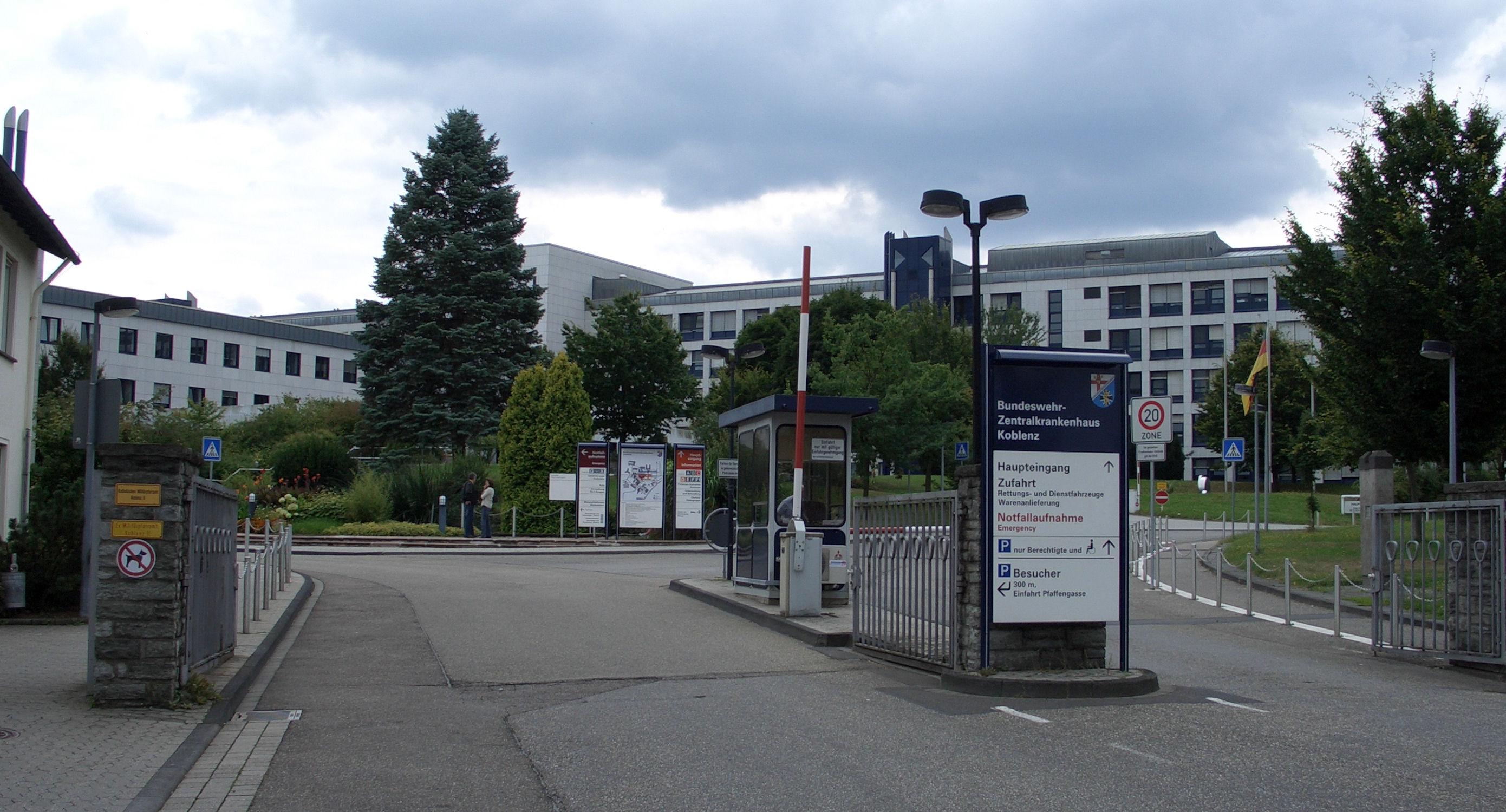
Haupteingang

Lageplan

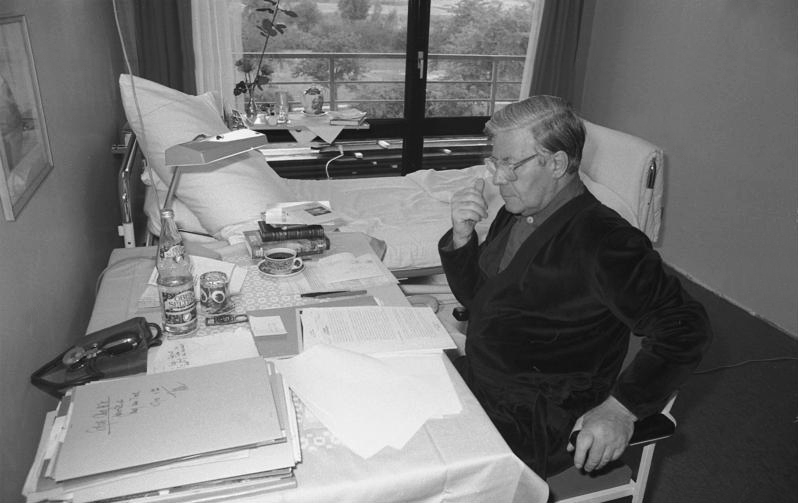
Bundeskanzler Helmut Schmidt im Bundeswehrzentralkrankenhaus, 1981

Ein erstes großes Lazarett für verwundete Soldaten wurde 1805 auf Erlass von Kaiser Napoleon I. unter dem Namen Hospice spécialement destiné au traitement des blessés et des maladies curables in Koblenz eingerichtet. Aus ihm entwickelte sich der heutige Kemperhof. Nach der Übergabe von Koblenz an Preußen errichtete dieses das Königlich-preußische Garnisonlazarett zu Coblenz in der Stadt. 1918 wurde es von der US-Armee beschlagnahmt und aufgelöst.
Nach dem Zweiten Weltkrieg erbaute die französische Armee in den Jahren 1952 bis 1955 ein Lazarett unter dem Namen André-Curtillat-Lazaret in Koblenz-Metternich. Mit Gründung der Bundeswehr 1955 zogen erste deutsche Soldaten im Truppenlager Andernach, der heutigen Krahnenberg-Kaserne, ein. Die Bundeswehr übernahm am 2. Juli 1957 das Lazarett feierlich von den Franzosen und machte es in der Zeit danach zur größten medizinischen Einrichtung der deutschen Streitkräfte.
Am 1. Oktober 1970 erfolgte die Umbenennung von Zentrallazarett der Bundeswehr in Bundeswehrzentralkrankenhaus Koblenz und die Öffnung für zivile Patienten. Seit dem 30. April 1987 ist das Bundeswehrzentralkrankenhaus akademisches Lehrkrankenhaus der Johannes Gutenberg-Universität Mainz. Am 23. April 1999 wurde die seit dem 29. Januar 1973 bestehende Luftrettung durch den ADAC übernommen. 2003 wurde die Interdisziplinäre Notaufnahme eingeführt. Am 10. Februar 2006 bekam das Bundeswehrzentralkrankenhaus die Bezeichnung Notfallmedizinisches Zentrum des Landes Rheinland-Pfalz verliehen.
Im Jahr 2016 wurde das Krankenhaus mit einem Anteil von 260 (der insgesamt 506) Betten in den Landeskrankenhausplan Rheinland-Pfalz aufgenommen.
Seit der Deutschen Wiedervereinigung 1990 nahm die Bundeswehr an vielen Auslandseinsätzen teil. Die dort verwundeten Soldaten werden mithilfe des MedEvac-Airbus zum Flughafen Köln/Bonn geflogen, von wo aus sie zur weiteren medizinischen Behandlung in das Bundeswehrzentralkrankenhaus nach Koblenz verbracht werden.
Viele Politiker und Prominente wie die Ex-Bundeskanzler Helmut Schmidt und Willy Brandt, der ehemalige Außenminister Hans-Dietrich Genscher, der frühere SPD-Chef Rudolf Scharping sowie einige Verteidigungsminister ließen sich in dem renommierten Krankenhaus behandeln.
Im Jahr 2019 wurden mehrere Bauprojekte abgeschlossen, so wurde eine neue Rettungswache mit sechs Stellplätzen gebaut und gleichzeitig der Rettungsdienstfuhrpark verjüngt, ein 160 Betten-Haus sowie ein Mitarbeiterparkhaus eröffnet, auch wurde ein neues Unterkunftsgebäude und eine neue Aula fertiggestellt. Gleichzeitig wurde bereits mit den ersten Maßnahmen zum Bau eines neuen Notfall- und OP-Gebäudes begonnen.

## Struktur

### Abteilungen
Das Bundeswehrzentralkrankenhaus verfügt über die folgenden 19 Abteilungen:

#### Operative Abteilungen
- Allgemein-, Viszeral- und Thoraxchirurgie
- Augenheilkunde
- Hals-Nasen-Ohren-Heilkunde
- Mund-, Kiefer- und plastische Gesichtschirurgie
- Orthopädie und Unfallchirurgie mit Plastischer und Wiederherstellungschirurgie sowie Verbrennungsmedizin
- Urologie
- Neurochirurgie
- Herz- und Gefäßchirurgie
- Fachzahnärztliches Zentrum

#### Medizinische Abteilungen
- Innere Medizin, Labor für Herz-Kreislauf- und Lungenfunktionsdiagnostik
- Dermatologie, Venerologie und Allergologie
- Neurologie, Psychiatrie und Psychotherapie

#### Zentrale Abteilungen
- Radiologie
- Anästhesiologie und Intensivmedizin
- Pathologie
- Nuklearmedizin (mit einer Abteilung im Kemperhof)
- Laboratoriumsmedizin und Blutdepot
- Pflegedienst
- Krankenhausapotheke

### Einrichtungen

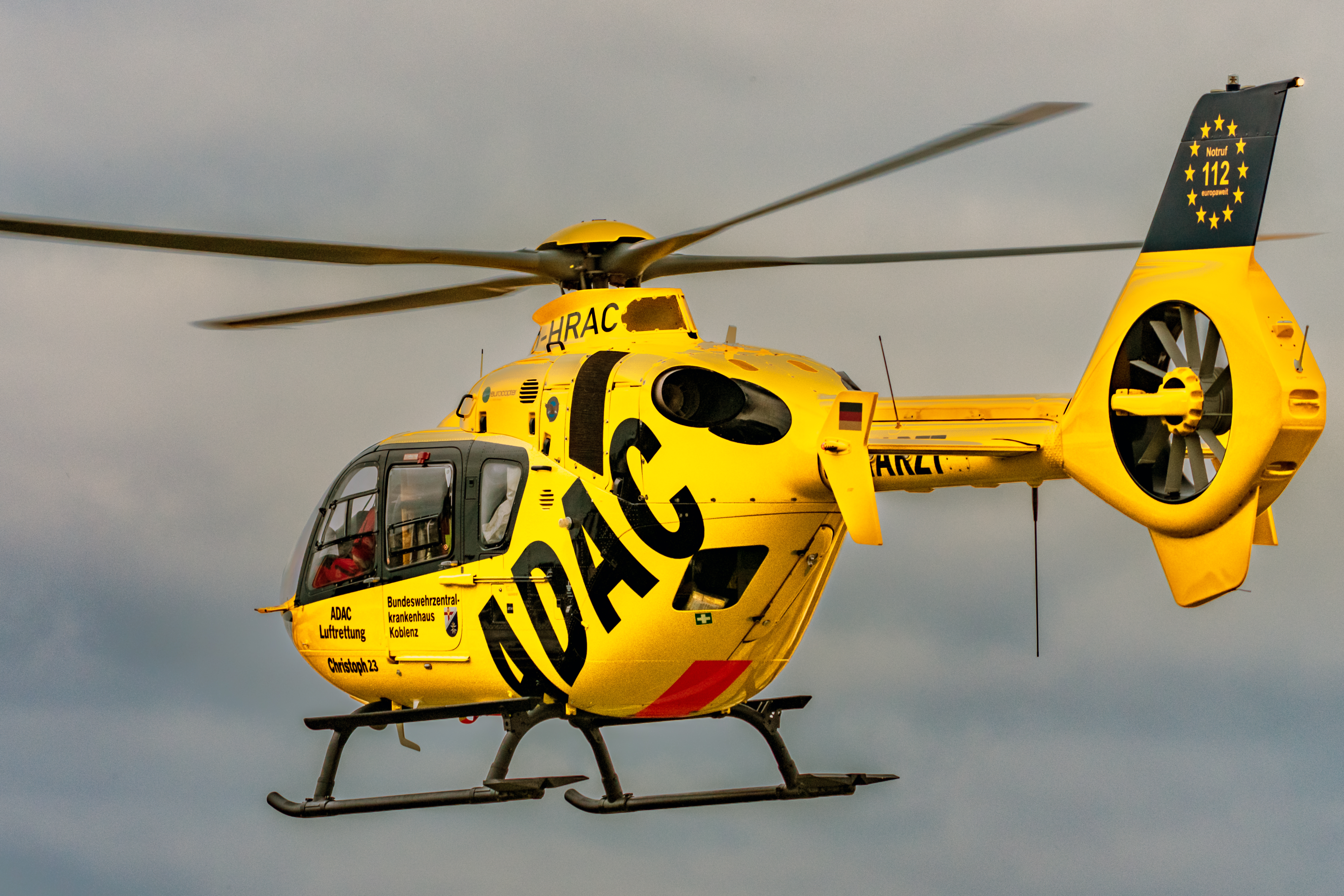
Rettungshubschrauber Christoph 23

Am Bundeswehrzentralkrankenhaus in Koblenz ist der Rettungshubschrauber Christoph 23 stationiert, welcher im Rahmen einer zivil-militärischen Zusammenarbeit seit dem 8. April 1999 durch den ADAC betrieben wird und den zuvor eingesetzten Bundeswehr-Hubschrauber vom Typ Bell UH-1D ablöste. Maschine sowie Pilot werden von der ADAC Luftrettungs GmbH Gemeinnützige Gesellschaft gestellt, während das Rettungsdienstpersonal, also Notarzt und Notfallsanitäter, welcher gleichzeitig ausgebildeter TC HEMS ist, weiterhin von der Bundeswehr gestellt wird. Vorgehalten werden ein Intensivtransportwagen (ITW), ein eigenes Notarzteinsatzfahrzeug (NEF) sowie ein Rettungswagen (RTW). Diese Rettungsmittel nehmen alle am öffentlich-rechtlichen Koblenzer Rettungsdienst teil. Gleichzeitig wird ein Sondereinsatzfahrzeug (SEF), welches dringende Bluttransporte durchführt, betrieben. Das ECMO-Fahrzeug wird bei Bedarf besetzt, um das ECMO-Team zu einer Klinik zu verbringen, um dort eine Herz-Lungen-Maschine anzulegen, sollte der Patientenzustand einen Transport ins BWZK nicht zulassen. Per MedEvac Flugzeug, das am Flughafen Köln/Bonn, betrieben durch die Luftwaffe dauerhaft in Bereitschaft steht, können Intensiv-Patienten eingeflogen werden. Sämtliche Rettungsmittel sind unter dem Oberbegriff Rettungszentrum Koblenz vereint.
Das Krankenhaus besitzt eine eigene Krankenhausapotheke, eine Wäscherei sowie eine Zentralsterilisation. Das BwZKrhs verfügt auch über eine automatische Warentransportanlage für die Krankenhausversorgung. Transportiert werden Versorgungsgüter (Verbrauchstoffe, Medikamente, Reinwäsche und Sterilgut) sowie Entsorgungsgüter (Abfall, Schmutzwäsche). Die Essensversorgung der Patienten wird ebenfalls über diese Anlage abgewickelt. Des Weiteren verfügt das Krankenhaus über eine Bibliothek und eine Einrichtung für Militärseelsorge.

## Chefärzte bzw. Kommandeure und Ärztliche Direktoren
| Nr. | Name                                 | Beginn der Berufung | Ende der Berufung |
| --- | ------------------------------------ | ------------------- | ----------------- |
| 1   | Generalarzt Norbert Breidenbach      | seit Aufstellung    | September 1966    |
| 2   | Generalarzt Helmut Dittler           | Oktober 1966        | September 1971    |
| 3   | Generalarzt Leo Nonn                 | Oktober 1971        | März 1975         |
| 4   | Generalarzt Kurt Felkl               | April 1975          | März 1979         |
| 5   | Generalarzt Franz Xaver Gärtner      | April 1979          | März 1982         |
| 6   | Admiralarzt Friedrich-Albert Richarz | April 1982          | März 1984         |
| 7   | Admiralarzt Ernst Müller-Troschel    | April 1984          | März 1989         |
| 8   | Admiralarzt Klaus-Theodor Fliedner   | April 1989          | März 1993         |
| 9   | Generalarzt Björn Mirow              | April 1993          | September 1998    |
| 10  | Generalarzt Herbert Frößler          | Oktober 1998        | Oktober 2001      |
| 11  | Generalarzt Verena von Weymarn       | November 2001       | Juli 2004         |
| 12  | Generalarzt Christoph Veit           | August 2004         | August 2008       |
| 13  | Generalarzt Georg Mager              | August 2008         | November 2010     |
| 14  | Generalarzt Torsten Sohns            | November 2010       | April 2012        |
| 15  | Generalarzt Michael Zallet           | April 2012          | 1. August 2015    |
| 16  | Generalarzt Jürgen Brandenstein      | 1. August 2015      | 23. Oktober 2017  |
| 17  | Generalarzt Norbert Weller           | 23. Oktober 2017    | 6. September 2018 |
| 18  | Generalarzt Almut Nolte              | 6. September 2018   | 12. Januar 2022   |
| 19  | Generalarzt Jens Diehm               | 12. Januar 2022     | 3. Februar 2025   |
| 20  | Oberstarzt Robert Schwab             | 3. Februar 2025     |                   |

## Marsch
Der Truppenmarsch des Bundeswehrzentralkrankenhauses ist Mars der Medici von Johan Wichers.